# Pseudalosterna aritai
Pseudalosterna aritai là một loài bọ cánh cứng trong họ Cerambycidae.